# Syzygium lorofolium
Syzygium lorofolium är en myrtenväxtart som beskrevs av Elmer Drew Merrill. Syzygium lorofolium ingår i släktet Syzygium och familjen myrtenväxter. Inga underarter finns listade i Catalogue of Life.